# Pedro Correia De Almeida
Pedro Correia De Almeida – timorski trener piłkarski.

## Kariera trenerska
Od roku 2007 do roku 2008, oraz 21 listopada 2010 w meczu wystawowym Indonezja - Timor Wschodni 6 : 0 prowadził narodową reprezentację Timoru Wschodniego.